# (15750) 1991 VJ4
1991 في جاي 4 (ويعرف أيضًا باسم (15750) 1991 في جاي 4 وفق تسمية الكوكب الصغير) (بالإنجليزية: 1991 VJ4)‏ هو كويكب ضمن حزام الكويكبات؛ وترتيبه 15750 من حيث الاكتشاف.
اكتُشف هذا الجُرم الفلكي بواسطة Atsushi Sugie ‏ في 9 نوفمبر 1991.

## وصلات خارجية
- (15750) 1991 VJ4 في قاعدة بيانات مختبر الدفع النفاث لأجرام النظام الشمسي الصغيرة

- الاكتشاف · مخطط المدار ·  العناصر المدارية · المعلمات المادية

- (15750) 1991 VJ4 على موقع ويكي سكاي: DSS2, SDSS, GALEX, IRAS, Hydrogen α, X-Ray, Astrophoto, Sky Map, Articles and images